# Мумио
Мумиото (известно още като шиладжит (кръвта на планините), Asphaltum punjabinum) е природен продукт, който се използва в народната медицина на централноазиатските народи от векове като лечебно средство, но също така и като средство, засилващо защитните сили на организма. Мумиото е съставна част на аюрведическата медицина. Научните доказателства за неговите въздействия са нееднозначни и недостатъчни.

## Местонахождения
Природни ресурси на мумио има в много региони на света: в Кавказ, в Средна Азия, в Русия, Алтайските планини, Индия, Монголия, Иран, Индонезия, Австралия, Бирма, Южна Америка, Китай, Непал, Афганистан и страните от североизтона Африка. Местонахожденията на мумио са ограничени на брой с малки количества. Мумиото има тенденция към възстановяване, но за период от 2 до 300 г.

## Видове мумио
Известни са следните видове мумио:
- Артча мумио – най-често срещаният вид. Представлява подобна на смола кафяво-черна маса с типичен аромат на смола и се среща като наслагвания в пукнатините на скалите. От някои автори това мумио се нарича желязно мумио (Iron-Mumijo) поради съдържанието на желязо. Има и различни негови варианти.
- Битумно мумио – течна до восъкообразна, визкозна тъмна маса, която се среща често по стените на пещерите и процепите.
- Медено-восъчно мумио – кафява или черна маса, вероятно получена като резултат на продукти на диви пчели, които с течение на времето се втвърдяват вследствие естествените химически изменения.
- Минерално мумио – характерно за него е, че се открива на големи надморски височини. Представлява черна маса, получена съгласно най-новите теории вероятно от бактерии и водорасли заедно с различни видове минерали при наличието на силно UV лъчение.
- Мумио от лишеи – получено е като продукт на обмяната на веществата на лишеите с образуването на типични за лишеите белтъци и органични киселини.

## Свойства
При изследвания мумиото показва свойства, характерни за растителен екстракт. Съставът на мумиото от различните региони на света се различава, тъй като зависи от състава на различните видове растения в различните области. На външен вид прилича на лакриц. Вкусът на мумиото е горчив, като леко напомня чист шоколад без добавките на захар и другите компоненти на сладкарската промишленост. Миризмата му напомня битум. При изследванията се откриват около 40 вида микроелементи. Плътността на мумиото е 2 – 2,6 г/см3; температурата на топене е 81°C; разтваря се лесно във вода и трудно в етилов алкохол.